# 泓城蓮
泓 城蓮（ふち じょうれん、1999年11月1日 - ）は、元ラグビー選手。

## プロフィール
- 岐阜県出身[1]。
- ポジションはプロップ(PR)、フッカー(HO)。
- 身長 180 cm、体重 112 kg

## 略歴
中学までサッカーをやっていたが、中学からラグビーを始めた。
2018年、関商工高校卒業後、帝京大学に入る。
2022年、静岡ブルーレヴズに加入。
2022年12月17日に行われたJAPAN RUGBY LEAGUE ONE 2022-23シーズン第1節トヨタヴェルブリッツ戦にて先発出場でリーグワン公式戦初出場を果たした。2023年3月11日のクボタスピアーズ船橋・東京ベイ戦にはリザーブで出場。
2023年は首のケガにより2度の手術・入院をし、2023-24シーズンの出場はならなかった。
2024年7月で静岡ブルーレヴズを退団、現役引退をした。